# Brimsdown (stacja kolejowa)
Brimsdown – stacja kolejowa w północnym Londynie w dzielnicy Enfield. W systemie londyńskiej komunikacji miejskiej, należy do piątej strefy biletowej. Położona w odległości 17 km od London Liverpool Street w City of London. Połączenia obsługiwane są przez brytyjskiego przewoźnika National Express East Anglia, który zapewnia połączenia z Hertford w Hertfordshire, London Liverpool Street oraz z Bishop’s Stortford.